# Crufts
Crufts – coroczna międzynarodowa wystawa psów rasowych, organizowana przez Kennel Club (UK), aktualnie (2007) przez cztery dni każdego marca na terenie National Exhibition Centre (NEC) w Birmingham, Wielka Brytania.
Jest to największa na świecie wystawa psów rasowych, odnotowana w Księdze rekordów Guinnessa.
Crufts składa się z kilku konkurencji trwających równocześnie. Główną konkurencją jest walka o tytuł Best in Show – najwyższe wyróżnienie dla psa i jego właściciela.

## Historia
Nazwa Crufts pochodzi od nazwiska założyciela, Karola Cruft.
Karol Cruft był pracownikiem firmy produkującej herbatniki dla psów. Jego praca, związana z podróżami zarówno po Wielkiej Brytanii, jak i poza jej granicami, zaowocowała kontaktami z właścicielami psów i przemyśleniami na temat wystaw tych zwierząt. W 1886 zorganizował pierwszy pokaz psów Crufts pod nazwą „Pierwszy Wielki Pokaz Teriera” („First Great Terrier Show”) – wystawa ta miała 57 klas i 600 występów. Pierwszy pokaz nazwany „Crufts” – „Największy Pokaz Psa Cruft” („Cruft’s Greatest Dog Show”) – został zorganizowany w 1891 roku w Royal Agricultural Hall, Islington, w 1891. Była to pierwsza wystawa, na której wszystkie rasy rywalizowały ze sobą podczas prawie 2.500 występów, w których wzięło udział około 2.000 psów.
Z końcem XIX wieku liczba występów wzrosła do 3000 psów z różnych europejskich krajów i Rosji, uzyskując patronat królewski. Była organizowana corocznie, zyskując rosnącą popularność do śmierci Karola Crufta w 1938 roku.
Wdowa po Karolu organizowała wystawę przez kolejne cztery lata, po czym, czując się niezdolna do sprostania wymogom wystawy, sprzedała prawa do „Crufta” brytyjskiemu Kennel Club, aby nie zaprzepaścić dorobku męża, zapewnić przyszłość i reputację wystawy.
W 1936 roku jubileuszowa wystawa („The Golden Jubilee Show”) obejmowała 10 650 występów psów 80 ras.
W 1948 roku po raz pierwszy wystawa została zorganizowana przez nowego właściciela w Londynie na terenie Olympii.
W 1955 roku w ramach wystawy po raz pierwszy zorganizowano Mistrzostwa w obedience (posłuszeństwie).
W 1959 roku, pomimo dużego wzrostu cen biletów, wystawa ustanowiła nowy światowy rekord – 13 211 zwiedzających.
W 1979 roku organizatorzy ze względu na znaczne zwiększenie liczby wystawców i zwiedzających zmuszeni byli do przeniesienia wystawy do centrum wystawowego Earls Court Exhibition Centre. Z tych samych względów czas trwania wystawy wydłużono do trzech dni (w 1982 roku), a następnie do czterech dni (od 1987 roku).
Od 1991 wystawa organizowana jest jako czterodniowa impreza w National Exhibition Centre w Birmingham.

## Walka o tytuł Best in Show
Crufts nie jest wystawą dostępną dla wszystkich – psy muszą zakwalifikować się poprzez jeden z następujących sposobów:
- zwyciężyć na wytypowanych wystawach kwalifikacyjnych w roku poprzedzającym wystawę, otrzymując tytuł najlepszego psa lub suki w rasie lub najlepszego juniora w rasie;
- otrzymać zaproszenie przeznaczone dla psów z tytułem interchampiona lub championa wystawowego organizacji kynologicznej mającej umowę z KC;
- otrzymać zwycięstwo w swojej klasie na Crufcie w roku poprzednim.

Psy rywalizują ze sobą w systemie hierarchicznym, rozpoczynając od walki w ramach tej samej rasy. Sędzia przyznaje kilka świadectw (tytułów), dochodząc do porównania o tytuł Zwycięzcy Rasy i Najlepszego Szczenięcia.
Psy mogą też rywalizować w klasach: weteranów, Spec puppy, Spec junior, Spec yearling, Post grad, Mid limit, Limit i Open. Każdy tytuł zwycięzcy klasy jest przyznawany raz dla psa i raz dla suki.
Zwycięzcy każdej rasy rywalizują o tytuł Zwycięzcy Grupy (w Wielkiej Brytanii jest ich siedem: Toys, Gundogs, Utility, Hounds, Working, Pastoral i Terriers). Siedmiu Zwycięzców Grup konkuruje o tytuł Best in Show i Reserwe Best in Show.

## Zdobywcy tytułów Best In Show
| Rok  | Rasa                         | Nazwa rodowodowa                         | Grupa    |
| ---- | ---------------------------- | ---------------------------------------- | -------- |
| 2013 | Petit Basset Griffon Vendéen | CH SOLETRADER PEAK A BOO                 | Hound    |
| 2012 | Lhasa Apso                   | CH ZENTARR ELIZABETH                     | Utility  |
| 2011 | Flat coated retriever        | SH CH VBOS THE KENTUCKIAN                | Gundog   |
| 2010 | Wyżeł węgierski krótkowłosy  | SH CH/AUST CH HUNGARGUNN BEAR IT’N MIND  | Gundog   |
| 2009 | Sealyham Terrier             | AM/CAN/SU CH EFBE’S HIDALGO AT GOODSPICE | Terrier  |
| 2008 | Sznaucer olbrzym             | CH JAFRAK PHILIPPE OLIVIER               | Working  |
| 2007 | Tibetan Terrier              | CH & AM CH ARAKI FABULOUS WILLY          | Utility  |
| 2006 | Australian Shepherd          | AM CH CAITLAND ISLE TAKE A CHANCE        | Pastoral |
| 2005 | Norfolk Terrier              | CH & AM CH CRACKNOR CAUSE CÉLÈBRE        | Terrier  |
| 2004 | Whippet                      | CH COBYCO CALL THE TUNE                  | Hound    |
| 2003 | Pekińczyk                    | CH YANKEE A DANGEROUS LIAISON            | Toy      |
| 2002 | Pudel (Standard)             | CH & NORD CH TOPSCORE CONTRADICTION      | Utility  |
| 2001 | Basenji                      | CH JETHARD CIDEVANT                      | Hound    |
| 2000 | Kerry Blue Terrier           | CH TORUM’S SCARF MICHAEL                 | Terrier  |
| 1999 | Seter irlandzki              | SH CH CASPIANS INTREPID                  | Gundog   |
| 1998 | Welsh Terrier                | CH SAREDON FOREVER YOUNG                 | Terrier  |
| 1997 | Yorkshire Terrier            | CH OZMILION MYSTIFICATION                | Toy      |
| 1996 | Cocker spaniel angielski     | CH CANIGOU CAMBRAI                       | Gundog   |